# 李培鎔
李 培鎔（イ・ベヨン、朝鮮語: 이배용、1947年1月5日 - ）は、大韓民国の梨花女子大学校 13代総長。1985年 から梨花(イファ)女子大学で21年6ヵ月間、教授として在職してきた。

## 出身学校
- 1969年、梨花女子大学校 史学科 学士
- 1971年、梨花女子大学校 大学院 韓国史 專攻 碩士 学位
- 1985年、西江大学校 大学院 韓国史 專攻 博士 学位

## 経歴
- 梨花女子大学校 13代総長。
- 2008年 第17代大統領当選者政策諮問委員団諮問委員
- 2006年 朝鮮時代の私学会長
- 2005年 ソウル市文化財審議委員
- 2004年 韓国女性史学会長
- 2003年 国史編纂委員会 委員
- 1999年 ソウル特別市の時事編纂委員会 委員